# Grimault
Grimault is een gemeente in het Franse departement Yonne (regio Bourgogne-Franche-Comté) en telt 118 inwoners (2009). De plaats maakt deel uit van het arrondissement Avallon.

## Geografie
De oppervlakte van Grimault bedraagt 24,4 km², de bevolkingsdichtheid is dus 4,8 inwoners per km².
De onderstaande kaart toont de ligging van Grimault met de belangrijkste infrastructuur en aangrenzende gemeenten.

## Demografie
Onderstaande figuur toont het verloop van het inwonertal (bron: INSEE-tellingen).